# Stronger Than Death (album)
Stronger Than Death è il secondo album in studio del gruppo musicale heavy metal statunitense Black Label Society, pubblicato nel 2000 dalla Spitfire Records e in seguito dalla Armoury Records.

## Tracce
1. All for You – 3:59
2. Phoney Smiles & Fake Hellos – 4:16
3. 13 Years of Grief – 4:11
4. Rust – 6:08
5. Superterrorizer – 5:33
6. Counterfeit God – 4:18
7. Ain't Life Grand – 4:39
8. Just Killing Time – 4:55
9. Bullet Inside Your Head (Japanese Bonus Track) – 4:54
10. Stronger Than Death – 4:52
11. Love Reign Down – 8:03

## Formazione
- Zakk Wylde – voce, chitarra, basso
- Phil Ondich – batteria

Ospiti
- Mike Piazza – growl in Stronger Than Death